# HD 145921
HD 145921，又名CD-4211132，SAO 226603、HR 6049，是一颗恒星，视星等为6.14，位于銀經337.83，銀緯5.74，其B1900.0坐标为赤經16h 8m 26.6s，赤緯-42° 5.74′ 47″。